# Stuwmeer van Krasnojarsk

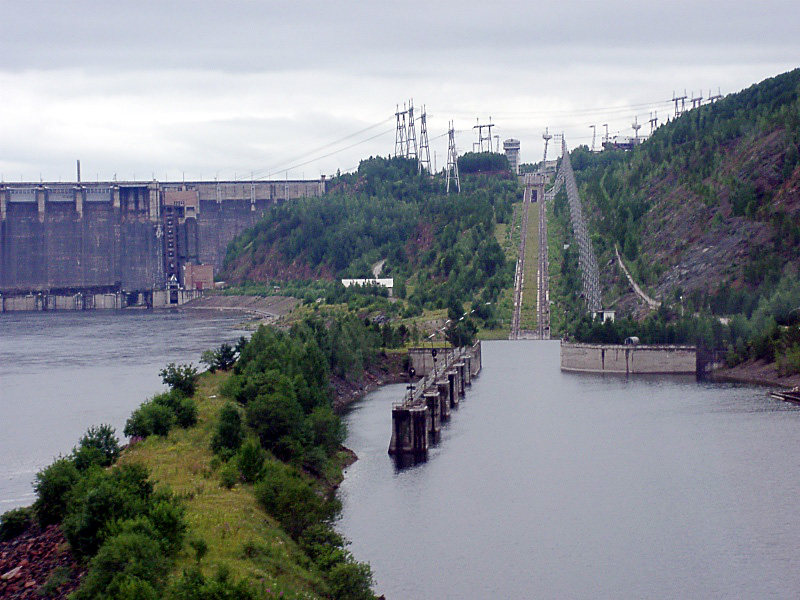
Scheepslift bij Divnogorsk

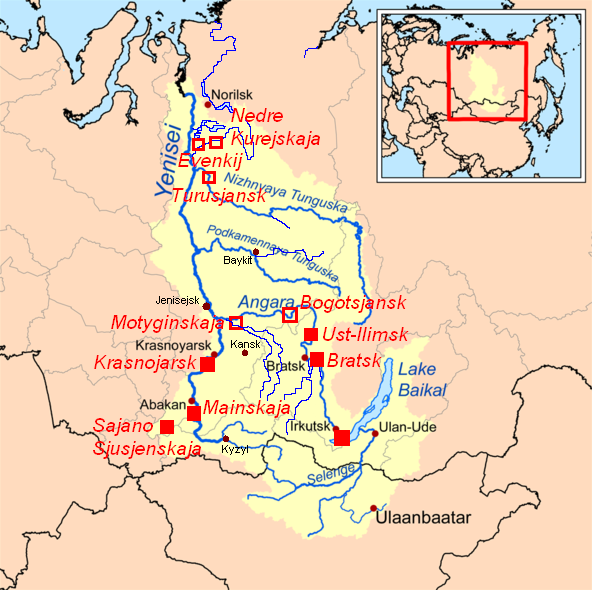
Bestaande en geplande centrales in het stroomgebied van de Jenisej

Het Stuwmeer van Krasnojarsk (Russisch: Красноярское водохранилище; Krasnojarskoje vodochranilisjtsje) is een groot stuwmeer in de Jenisej in de Russische kraj Krasnojarsk en de republiek Chakassië, in het zuiden van Midden-Siberië. Het meer ontstond door de Stuwdam van Krasnojarsk in 1972, die werd aangelegd voor de Waterkrachtcentrale Krasnojarskaja, die een vermogen heeft van 6000 megawatt (MW).
De debietmetingen (juni 1966: 16.000 m³/s, juni 1967: 3.250 m³/s) tonen de enorme invloed van de stuwdam die ook leidde tot lokale veranderingen in het klimaat. De waterkrachtcentrale vormt naast een energiebron voor de industrie van Rusland ook een bescherming tegen hoogwater voor de grote Russische stad Krasnojarsk en de vroeger gesloten stad Krasnojarsk-26 (nu Zjeleznogorsk). Het Stuwmeer van Krasnojarsk staat afgebeeld op het Russische 10-roebelbiljet.
De waterkrachtcentrale vormt onderdeel van de Jenisejcascade, waartoe ook de Waterkrachtcentrale Sajano-Sjoesjenskaja en de Waterkrachtcentrale Majnskaja behoren.

## Geografie
Het stuwmeer bevindt zich (normaliter) op een hoogte van 182 meter (boven zeeniveau) in de Zuid-Siberische gebergtes tussen de vallei van de Jenisej in het noorden (die verderop overgaat in het West-Siberisch Laagland), de westelijke uitlopers van de Oostelijke Sajan in het oosten, de noordelijke uitlopers van de Westelijke Sajan in het zuiden en de oostelijke uitlopers van de Koeznetskse Alataoe in het westen. De stuwdam bevindt zich hemelsbreed op ongeveer 80 kilometer stroomafwaarts ten zuidwesten van Krasnojarsk bij Divnogorsk. Het stuwmeer bevriest in de winter.
Door de bouw van de stuwdam tussen 1961 en 1967 kwamen veel plaatsen onder water te liggen. Tevens is door het stuwmeer het klimaat van Krasnojarsk veranderd: het is er regenachtiger geworden en er komt meer mist voor. Ook bevriest de Jenisej rond Krasnojarsk 's winters niet meer, waar dit daarvoor wel het geval was.
Het Stuwmeer van Krasnojarsk is een van de grootste ter wereld met een lengte van 388 kilometer, een breedte van 12 tot 15 kilometer en een oppervlakte van 2.130 km². Het strekt zich uit vanaf de stuwdam bij Divinogorsk (kraj Krasnojarsk) tot de hoofdstad van Chakassië, Abakan. Het meer is gemiddeld 34,4 meter diep; in de buurt van de stuwdam is de diepte met 101 meter bijna even groot als de hoogte van de stuwdam (124 meter). Door de afdamming kwamen 120.000 hectare landbouwgrond en 13.750 huizen onder water te staan. Het volume bedraagt 73.300 miljoen m³ (9e ter wereld).
De belangrijkste rivieren die het meer van water voorzien zijn de Jenisej en de Abakan, die beide tussen de buurtsteden Abakan in het westen en Minoesinsk in het oosten het stuwmeer in het zuidelijke deel binnenstromen. Iets noordelijker mondt de Toeba vanuit het oosten uit in het stuwmeer. Daarnaast stromen nog enkele honderden kleinere rivieren en stroompjes uit in het langgerekte meer.

## Bouwwerken

### Stuwdam
De stuwdam is 124 meter hoog en 1.065 meter lang. De dam blijft door het enorme gewicht op zijn plaats, in de dam is 4.715.000 m³ beton werd verwerkt. De machinekamer is 360 meter lang en 31 meter breed.

### Waterkrachtcentrale
De waterkrachtcentrale bij Divnogorsk heeft een capaciteit van 6.000 MW. Turbines 1 en 2 werden opgestart op de 50e geboortedag van de Oktoberrevolutie in 1967. Turbines 3 tot 12 volgden in de jaren tot 1971. In de centrale staan 12 turbines opgesteld elk met een capaciteit van 500 MW. Na de Waterkrachtcentrale Sajano-Sjoesjenskaja is het de tweede waterkrachtcentrale naar vermogen van Rusland, maar naar jaarproductie staat ze op de eerste plaats. Ongeveer 70% van de opgewekte energie wordt verbruikt door de aluminiumfabriek KrAZ (van RUSAL), de op een na grootste aluminiumfabriek ter wereld. Ongeveer 20.000 arbeiders waren betrokken bij de bouw van de waterkrachtcentrale, die nog steeds de op 5 na grootste ter wereld vormt.

### Scheepslift
Schepen tot 1.500 ton kunnen de stuwdam passeren via een scheepslift. Deze lift bestaat uit een trog, waarin de schepen al drijvend op- dan wel neerwaarts worden vervoerd.